# Airth
Airth är en ort i Storbritannien.   Den ligger i kommunen Falkirk och riksdelen Skottland, i den centrala delen av landet, 600 km norr om huvudstaden London. Airth ligger 11 meter över havet och antalet invånare är 1 414.
Terrängen runt Airth är platt. Runt Airth är det ganska tätbefolkat, med 134 invånare per kvadratkilometer. Närmaste större samhälle är Alloa, 5,2 km norr om Airth. I omgivningarna runt Airth växer i huvudsak blandskog.